# Emily Blunt
Emily Olivia Laura Blunt, född 23 februari 1983 i Roehampton i Wandsworth i London, är en brittisk skådespelare.
Hon har bland annat medverkat i filmerna My Summer of Love (2004), Djävulen bär Prada (2006), Young Victoria (2009) och The Wolfman (2010).

## Biografi

### Tidiga år
I tidiga skolår kämpade hon med att träna bort sin stamning, vilket hon fick hjälp med av en lärare som uppmuntrade henne att genom skådespeleri förbättra talförmågan.

### Karriär
Blunt debuterade i musikalen Bliss på Edinburgh Festival Fringe 2000. Hon fortsatte att få roller på Royal National Theatre och vid Chichester Festival Theatre. 2003 gjorde hon sin TV-debut i det rumänsk-brittiska TV-dramat Boudicca; filmen bygger på den historiska händelsen som förknippas med titelpersonen.[källa behövs]
Blunts stora genombrott kom med rollen som Tamsin i den brittiska filmen My Summer of Love 2004, och för denna roll tilldelades hon en Evening Standard British Film Award för mest lovande nykomling tillsammans med motspelaren Nathalie Press.
År 2005 vann Blunt en Golden Globe för sin roll i det brittiska TV-dramat Gideons dotter, där hon hade rollen som dottern till pr-konsulten Gideon Warner. År 2006 spelade hon mot Meryl Streep och Anne Hathaway i Djävulen bär Prada.
2011 spelade hon i Lasse Hallströms film Laxfiske i Jemen tillsammans med Kristin Scott Thomas och Ewan McGregor. Filmen förhandsvisades på Toronto International Film Festival i september 2011 och hade engelsk premiär i mars och svensk premiär i april 2012.

### Privatliv
Sedan 2010 är Blunt gift med den amerikanske skådespelaren John Krasinski. Paret träffades 2008 och de har tillsammans två barn.
Blunt har sedan 2015 även amerikanskt medborgarskap. Hennes farbror är politikern Crispin Blunt.

## Filmografi (i urval)
- 2003 – Henry VIII
- 2003 – Boudica
- 2004 – My Summer of Love
- 2005 – Gideons dotter
- 2006 – Djävulen bär Prada
- 2007 – Wind Chill
- 2007 – The Jane Austen Book Club
- 2007 – Min brors flickvän
- 2007 – Charlie Wilson's War
- 2008 – Sunshine Cleaning
- 2009 – Young Victoria
- 2010 – The Wolfman
- 2010 – Wild Target
- 2010 – Gullivers resor
- 2011 – Laxfiske i Jemen
- 2011 – Your Sister's Sister
- 2011 – Mupparna
- 2011 – The Adjustment Bureau
- 2012 – The Five-Year Engagement
- 2012 – Looper
- 2013 – Don Jon
- 2014 – Edge of Tomorrow
- 2014 – Into the Woods
- 2015 – Sicario
- 2016 – The Huntsman: Winter's War
- 2016 – Kvinnan på tåget
- 2017 – Den magiska cirkusen
- 2017 – My Little Pony: The Movie (röst)
- 2018 – A Quiet Place
- 2018 – Mary Poppins kommer tillbaka
- 2020 – Wild Mountain Thyme
- 2021 – Jungle Cruise
- 2021 – A Quiet Place Part II
- 2022 – The English (TV-serie)
- 2023 – Oppenheimer
- 2023 – Pain Hustlers
- 2024 – The Fall Guy
- 2024 – IF – Låtsaskompisar
- 2025 – The Smashing Machine
- 2026 – Djävulen bär Prada 2 (TBR april 2026)
- 2026 – The Dish (osäker slutlig titel; TBR juni 2026)